# Kézilabda az 1980. évi nyári olimpiai játékokon
Az 1980. évi nyári olimpiai játékokon a kézilabdatornákat július 20. és 30. között rendezték. A magyar férfi és női válogatott is egyaránt negyedik helyezést ért el.

## Éremtáblázat
(A rendező ország csapata eltérő háttérszínnel, az egyes számoszlopok legmagasabb értéke, vagy értékei vastagítással kiemelve.)
| Az 1980. évi nyári olimpiai játékok éremtáblázata kézilabdában | Az 1980. évi nyári olimpiai játékok éremtáblázata kézilabdában | Az 1980. évi nyári olimpiai játékok éremtáblázata kézilabdában | Az 1980. évi nyári olimpiai játékok éremtáblázata kézilabdában | Az 1980. évi nyári olimpiai játékok éremtáblázata kézilabdában | Olimpia  |
| -------------------------------------------------------------- | -------------------------------------------------------------- | -------------------------------------------------------------- | -------------------------------------------------------------- | -------------------------------------------------------------- | -------- |
|                                                                | Ország                                                         | Arany                                                          | Ezüst                                                          | Bronz                                                          | Összesen |
| 1.                                                             | Szovjetunió (URS)                                              | 1                                                              | 1                                                              | 0                                                              | 2        |
| 2.                                                             | NDK (GDR)                                                      | 1                                                              | 0                                                              | 1                                                              | 2        |
| 3.                                                             | Jugoszlávia (YUG)                                              | 0                                                              | 1                                                              | 0                                                              | 1        |
| 4.                                                             | Románia (ROU)                                                  | 0                                                              | 0                                                              | 1                                                              | 1        |
|                                                                |                                                                |                                                                |                                                                |                                                                |          |
| Összesen                                                       | Összesen                                                       | 2                                                              | 2                                                              | 2                                                              | 6        |

## Érmesek

### Férfi torna
| Az 1980. évi nyári olimpiai játékok érmesei férfi kézilabdában | Az 1980. évi nyári olimpiai játékok érmesei férfi kézilabdában | Az 1980. évi nyári olimpiai játékok érmesei férfi kézilabdában | Az 1980. évi nyári olimpiai játékok érmesei férfi kézilabdában |
| --- | --- | --- | -------------------------------------------------------------- |
| Arany | Ezüst | Bronz |                                                                |
| NDK (GDR) | Szovjetunió (URS) | Románia (ROU) |                                                                |
| Hans-Georg Beyer Lothar Doering Günter Dreibrodt Ernst Gerlach Klaus Gruner Rainer Höft Hans-Georg Jaunich Hartmut Krüger Peter Rost Dietmar Schmidt Wieland Schmidt Siegfried Voigt Frank-Michael Wahl Ingolf Wiegert | Alekszandr Anpilogov Vlagyimir Bjelov Jevgenyij Csernyisov Anatolij Fegyukin Mihail Iscsenko Alekszandr Karsakevics Jurij Kigyajev Vlagyimir Kravcov Szergej Kusnirjuk Viktor Mahorin Voldemaras Novickis Vlagyimir Repev Nyikolaj Tomin Alekszej Zsuk | Birtalan István Boros József Adrian Cosma Cezar Drăgăniṭă Marian Dumitru Cornel Durău Alexandru Fölker Claudiu Ionescu Nicolae Munteanu Vasile Stîngă Lucian Vasilache Neculai Vasilcă Radu Voina Maricel Voinea |                                                                |

### Női torna
| Az 1980. évi nyári olimpiai játékok érmesei női kézilabdában | Az 1980. évi nyári olimpiai játékok érmesei női kézilabdában | Az 1980. évi nyári olimpiai játékok érmesei női kézilabdában | Az 1980. évi nyári olimpiai játékok érmesei női kézilabdában |
| --- | --- | --- | ------------------------------------------------------------ |
| Arany | Ezüst | Bronz |                                                              |
| Szovjetunió (URS) | Jugoszlávia (YUG) | NDK (GDR) |                                                              |
| Larisza Karlova Tatjana Kocserhina Valentyina Berzina Aldona Nenėnienė Ljubov Odinokova Irina Palcsikova Ljudmila Bobrusz Julija Szafina Larisza Szavkina Sigita Strečen Natalija Sersztyuk Zinajida Turcsina Olga Zubarjeva | Svetlana Anastasovska Mirjana Đurica Radmila Drljača Katica Ileš Slavica Jeremić Svetlana Kitić Jasna Merdan Vesna Milosević Mirjana Ognjenović Vesna Radović Radmila Savić Ana Titlić Biserka Višnjić Zorica Vojinović | Birgit Heinecke Roswitha Krause Waltraud Kretzschmar Katrin Krüger Kornelia Kunisch Evelyn Matz Kristina Richter Christina Rost Sabine Röther Renate Rudolph Marion Tietz Petra Uhlig Claudia Wunderlich Hannelore Zober |                                                              |